# ピエルルイジ・コッリーナ
ピエルルイジ・コッリーナ（Pierluigi Collina, 1960年2月13日 - ）は、イタリア・ボローニャ出身のサッカー審判員。現・国際サッカー連盟 (FIFA) 審判委員会会長。
スキンヘッドと鋭い目つきが印象的なサッカー界では有名かつ存在感のある審判員。イタリア語・英語・スペイン語・フランス語に堪能で、的確なレフェリングに定評があり、1999年から5年連続でFIFA最優秀審判員に選出された。ワールドカップの決勝など、大一番の試合での主審も多く担当した。
日本では、アトランタ五輪で日本代表が敗退の原因となったナイジェリア戦での、前園のシミュレーションや鈴木のハンドを的確に取った事や、2002年FIFAワールドカップでの日本代表の敗退となったトルコ戦などで笛を吹いた事で知られている。
ボローニャ大学経営学部および法学部を卒業しており、ファイナンシャル・アドバイザーとしての顔も持つ。
著書に「ゲームのルール」（NHK出版、2003年）がある。

## 来歴
子どもの頃、地元のサッカークラブではディフェンダーであったが、1977年、17歳にして審判の育成課程を選択。20代にしてイタリア各地で審判を務めるようになり、1991年にはセリエBやセリエAでデビューを果たす。1995年には国際審判員の資格を取得。
2002 FIFAワールドカップでは札幌ドームのアルゼンチンVSイングランド戦、宮城スタジアムの日本VSトルコ戦、そして横浜国際総合競技場での決勝戦・ブラジルVSドイツ戦の笛を吹いた。
2005年をもって定年規定によりイタリアサッカー連盟の審判員を引退したが、FIFA（国際サッカー連盟）国際審判員は引き続き務めた。審判の定年が48歳のプレミアリーグから、重要な試合限定の主審としてのオファーもあった。
現在はFIFA（国際サッカー連盟）審判委員会の会長を務めている。

## 人物
極度の脱毛症のため、顔面の一切の毛がない。引退後長年にわたりラツィオのファンであることを明らかにした。出身地ボローニャのバスケットボールチームであるヴィルトゥス・ボローニャのファンでもある。

## 語録
- 「間違いは誰でも犯す、その間違いもサッカーの一部なのだ」
- 「サッカーは完璧なプレーだけで成り立っているわけではない。我々審判は一人一人が常に改善を心掛けているが、やはりその中でミスというのは出てくる。もし、選手がサッカーをプレーする中でミスを犯す事が許されないのであれば、その選手は競技する種目を変えなくてはいけないだろう。主審に関してもそれは当てはまるんだ」
- 「私たちはフィールドでは一つのチームであり、主審も一人では自分を信頼することはできない。副審2人の協力なしでも試合を裁けるなんて思う主審は哀れだと思う」
- 「同じ病気の子を持つ母親たちから、私は多くのメールや手紙をもらう。彼らに対し、もっと敬意を払うべきだと思う」

国内年間表彰「オスカー賞」の授賞式に出席したが、脱毛症の持病を冗談に使った映像を流されたことに激怒。
- 「審判というのは規則を守らせる存在だ。だから、私もルールに従う」

イタリアの審判の定年である45歳を迎えるにあたって、その功績から協会から定年後も審判を続けて欲しいと依頼されるが、それを固辞して審判を引退すると発表した時のコメント。

## 参照
1. ↑  “Referees' Committee”.   FIFA. 2021年5月29日閲覧。
2. ↑  ワールドカップ日本最終戦の主審 あのコリーナ審判が日本のCMに登場!! ADWIN